# Liévin Thésin
Liévin Thésin, Léonidas en résistance, né à Erbaut, le 3 mars 1883 et mort à Gilly, le 9 février 1972, est un prêtre catholique belge, un résistant et un espion de la Première Guerre mondiale. Il crée, en 1916, la branche hainuyère du réseau de renseignement Biscops : Le service Sacré-Cœur.

## Éléments biographiques
Liévin Thésin nait à Erbaut, petit village désormais rattaché à l'entité de Jurbise, le 3 mars 1883. Son père est ouvrier meunier et cabaretier, tandis que la maman est commerçante. La famille aura 6 enfants dont deux mourront prématurément. Élève brillant, il fait ses humanités classiques au collège Saint-Vincent de Soignies et mène de front ses deux dernières années, la Poésie et la Rhétorique. En 1902, il intègre le petit séminaire de Bonne-Espérance en Philosophie et, deux années plus tard, poursuit au Séminaire de Tournai. Ordonné en 1908, il est tout d'abord Vicaire à Hornu puis, en 1910, à Boussu. Les tensions sociales sont vives à cette époque dans le borinage et la population peu encline à accorder sa confiance à un membre du clergé. Liévin Thésin, s'attache alors à améliorer le sort de ses paroissiens en s'investissant notamment dans la caisse de secours mutuel et de retraite. Ses capacités d'organisateur et de meneur sont rapidement saluées.

### Première Guerre mondiale
Lorsque la Première Guerre mondiale éclate et que le sol belge est envahi, il renseigne les Britanniques sur le mouvement des Allemands, prend part aux soins et au réconfort des blessés. Lorsque la région est occupée par l'ennemi, il participe à l'exfiltration via les Pays-Bas de soldats français et britanniques coupés de leur base,.
Dès mars 1915, un autre prêtre, l'abbé Ghislain Walravens d'Arendonck, avait mis sur pied un réseau de renseignement du nom de Biscops qui avait pour but de renseigner les Britanniques. Début 1916, ce dernier souhaite étoffer le réseau hainuyer et contacte à cette fin, Liévin Thésin. Cette éventualité lui cause un temps un problème de conscience tant il ne veut pas, par son action, exposer la vie d'autrui, comme ce fut le cas pour les 7 fusillés de Casteau, mais l'exemple de certains de ses coreligionnaires et le pacte avec le Sacré-Cœur par lequel il demande que si une vie devait être ôtée, que cela soit la sienne et uniquement la sienne, auront tôt fait de dissiper ses réticences. À cette époque, le réseau hainuyer en constitution prend le nom de Service Sacré-Cœur, il comptera plus de 120 membres qui transmettront plus de 6000 messages rédigés à l'encre sympathique sur du papier cigarette dissimulé dans de fausses cigarettes,,,.
Pour les besoins de son activité clandestine, il se fait passer pour un pasteur évangéliste suisse, il dispose d'une fausse carte d'identité au nom de Louis Huguenin et même d'un ausweis pour couvrir ses allées et venues à la barbe de l'occupant. Au sein du réseau, son nom de code était Léonidas.

#### Le document Hindenburg
En janvier 1917, Léonidas récupère un document volé à Valenciennes par l'agent Baron sur un officier ivre-mort, il s'agit d'un document secret émanant du chef de l'État-Major général de l'armée en campagne Von Hindenburg. Il le fait parvenir, le 3 janvier 1917, à Douglas Haig. Ce document sera pour les alliés d'une importance déterminante puisque les Allemands y analysent leur défaite à Verdun en 1916 et énoncent en conséquence des modifications dans leur stratégie militaire, notamment en développant la défense en profondeur qui consistait non plus à tenir bec et ongle une position, mais bien à pouvoir se laisser enfoncer tout en étant en mesure d'amener l'ennemi sur d'autres positions arrières âprement défendues. Ces préceptes seront à l'origine de la Ligne Hindenburg.

#### L'explosion du dépôt de munitions de Mévergnies
Fin 1917, l'un des frères de Liévin, Cyrin, découvre que les Allemands constituent un entrepôt de munition à proximité de la gare de Mévergnies-Attre. Les britanniques sont aussitôt avertis. Edouard, un autre frère également membre du réseau y remarque d'incessantes allées et venues en février 1918. L'information est transmise et une équipe de saboteurs ayant pris place dans un avion allemand capturé par les Anglais se pose non loin de là, à Chièvres. Le 9 mars 1918, 780 wagons chargés de munitions explosent différant ainsi les plans d'offensive ourdis par les Allemands.

#### Arrestation
Hélàs, au moment de ce haut fait de résistance, Biscops a déjà été infiltré par un traître belge : Alphonse Coulon. Le 8 février 1918 signe l'arrestation de près d'un tiers des membres du réseau Biscops. Le Service Sacré-Cœur est davantage préservé, mais Liévin Thésin et deux membres de sa famille sont arrêtés. Liévin Thésin est écroué à la Prison de Saint-Gilles.
Le traître notoire, Léopold Wartel est incarcéré dans la même cellule pour servir de mouton et lui soutirer des informations. Liévin Thésin constate que contrairement à lui qui a subi une fouille à son entrée, Wartel, passant derrière lui, y échappe. Il ne lui révèlera rien.
Le 1er mars 1918, un tribunal allemand condamne Liévin Thésin à la peine de mort. Liévin Thésin n'en est cependant informé qu'en septembre. L'ambassadeur d'Espagne Rodrigo de Saavedra y Vinent, marquis de Villalobar et le pape Benoît XV étant intervenus auprès des autorités allemandes, sa peine ne sera jamais exécutée et sera commuée en détention à perpétuité. Liévin Thésin recouvre la liberté en quittant les murs de la prison, à la libération, le 11 novembre 1918.

### Entre-deux-guerres

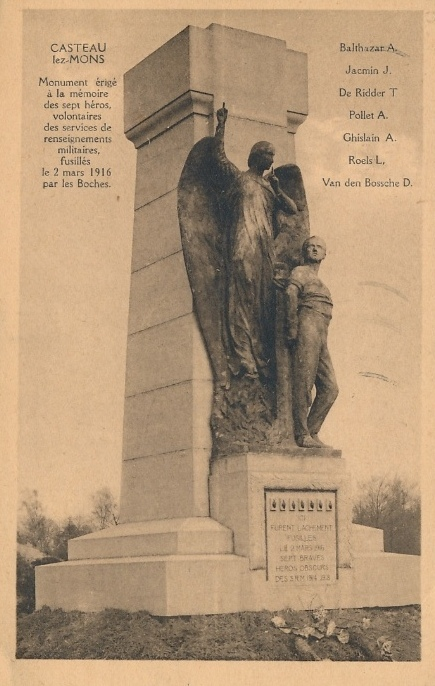
Le mémorial inauguré en 1928 à l'initiative de Liévin Thésin en mémoire des fusillés du Grand procès de Mons (sculpteur: Jules Jourdain).

Après la guerre, il est nommé curé de la paroisse de Saint-Vaast et, à partir de 1934, de celle de Ransart. Il s'investit alors dans différentes associations patriotiques, milite pour l'érection de monuments commémoratifs dont celui des 7 fusillés de Casteau condamnés et exécutés à l'issue du Grand procès de Mons. Il donne également des conférences sur les services de renseignement en Belqique occupée.

### Seconde Guerre mondiale
Lors du second conflit mondial, son nom figure sur la liste de ceux qu'il faut d'emblée soustraire à la vindicte allemande. Il est exilé en France sous le nom de Joseph Dubois de Saint Léger et devient le curé de la paroisse de Pugnères dans le Tarn où il passe les années de guerre. Il regagne la Belgique en 1944 et reprend ses fonctions de curé à Ransart en 1945.
Toujours impliqué dans son devoir de mémoire, il signe en 1949 la préface d'un ouvrage faisant partie d'une collection destinée à étudier les services de renseignement durant la Première Guerre mondiale.
En 1959, après cinquante années de prêtrise, son jubilé d'or sacerdotal est célébré ainsi que ses 25 ans de ministère pour la paroisse de Ransart. En 1960, à 77 ans, il accepte la charge d'aumônier des sœurs de Notre-Dame de Bonne-Espérance à Châtelet. Il meurt à Gilly, le 9 février 1972.

## Reconnaissances
- Chevalier de l'Ordre de Léopold avec liseré d'or[1];
- Officier de l'Ordre de la Couronne[1];
- Officier de l'ordre de Léopold II[1];
- Officier à titre militaire de l'Ordre de l'Empire britannique[1];
- Médaille britannique de la guerre avec palme[1];
- Médaille d'honneur du gouvernement français[1];
- Médaille de reconnaissance anglaise et française[1];
- Croix civique de première classe[1];
- Médaille commémorative de la guerre 1914-1918[1];
- Médaille du prisonnier politique[1];
- Médaille du règne de sa majesté le roi Albert[1];
- Décoration militaire de deuxième classe[1].

## Archives
En vue des commémorations du centenaire de la Première Guerre mondiale, les Archives générales du Royaume font savoir qu'elles sont à la recherche de documents d'époque détenus par des particuliers. C'est ainsi que des archives de l'Abbé Thésin lui sont confiées. Elles contiennent entre autres choses, 52 dossiers nominatifs comportant photographies, récits et courriers d'adieux dactylographiés par ses soins. Ils concernent des résistants de différents réseaux de renseignement. Liévin Thésin les a patiemment collecté au début des années vingt. Ces archives viennent enrichir des archives déjà transmises en 2009.